# Полуденная (приток Вобловицы)
Полуденная — река в России, протекает в Нагорском районе Кировской области. Устье реки находится в 25 км по правому берегу реки Вобловица. Длина реки составляет 14 км.
Исток реки находится севернее деревни Микшата (Чеглаковское сельское поселение) и в 24 км к юго-западу от посёлка Нагорск. Река течёт на северо-восток по ненаселённому лесному массиву. Впадает в Вобловицу в 15 км к западу от посёлка Нагорск.

## Данные водного реестра
По данным государственного водного реестра России относится к Камскому бассейновому округу, водохозяйственный участок реки — Вятка от истока до города Киров, без реки Чепца, речной подбассейн реки — Вятка. Речной бассейн реки — Кама.
По данным геоинформационной системы водохозяйственного районирования территории РФ, подготовленной Федеральным агентством водных ресурсов:
- Код водного объекта в государственном водном реестре — 10010300212111100031426
- Код по гидрологической изученности (ГИ) — 111103142
- Код бассейна — 10.01.03.002
- Номер тома по ГИ — 11
- Выпуск по ГИ — 1